# 3 000 mètres steeple masculin aux Jeux olympiques d'été de 1948
Pour un article plus général, voir Athlétisme aux Jeux olympiques d'été de 1948.
Navigation
Berlin 1936 Helsinki 1952
L'épreuve du 3 000 mètres steeple masculin aux Jeux olympiques de 1948 s'est déroulée les 3 et 5 août 1948 au Stade de Wembley de Londres, au Royaume-Uni.  Elle est remportée par le Suédois Tore Sjöstrand.

## Résultats

### Finale
| Rang               | Athlète             | Pays        | Temps  | Notes |
| ------------------ | ------------------- | ----------- | ------ | ----- |
| Médaille d'or      | Tore Sjöstrand      | Suède       | 9:04.6 |       |
| Médaille d'argent  | Erik Elmsäter       | Suède       | 9:08.2 |       |
| Médaille de bronze | Göte Hagström       | Suède       | 9:11.8 |       |
| 4                  | Alexandre Guyodo    | France      | 9:13.6 |       |
| 5                  | Pentti Siltaloppi   | Finlande    | 9:19.6 |       |
| 6                  | Petar Šegedin       | Yougoslavie | 9:20.4 |       |
| 7                  | Browning Ross       | États-Unis  | 9:24.1 |       |
| 8                  | Constantino Miranda | Espagne     | 9:26.6 |       |
| 9                  | Robert Everaert     | Belgique    | 9:28.2 |       |
| 10                 | Aarne Kainlauri     | Finlande    | 9:29.0 |       |
| 11                 | Roger Chesneau      | France      | 9:30.2 |       |
|                    | Raphaël Pujazon     | France      |        | DNF   |

## Légende
Records et Performances
- AR : Record continental (area record)
- CR : Record des championnats (championship record)
- MR : Record du meeting (meet record)
- NR : Record national (national record)
- OR : Record olympique (olympic record)
- PR : Record paralympique (paralympic record)
- PB : Record personnel (personal best)
- SB : Meilleure performance personnelle de la saison (season's best)
- WL : Meilleure performance mondiale de l'année (world leader)
- WJR : Record du monde junior (world junior record)
- WR : Record du monde (world record)

Circonstances et Conditions
- DNF : N'a pas terminé (did not finish)
- DNS : N'a pas pris le départ (did not start)
- DQ : Disqualification (disqualification)
- NM : Aucun essai valable enregistré (No Mark)
- Q : Qualifié « directement » au prochain tour (ou à la prochaine compétition), lors d'une compétition majeure, grâce au classement ou à la réalisation des minima (automatic qualifier)
- q : Qualifié au prochain tour (ou à la prochaine compétition), lors d'une compétition majeure, grâce au repêchage ou à la réalisation de l'une des meilleures performances parmi celles des « non qualifiés directement » (grâce au meilleur temps ou à la meilleure distance par exemple) (secondary qualifier)